# Давид, Фердинанд
Фердинанд Давид (нем. Ferdinand David; 20 января 1810, Гамбург — 19 июля 1873, Клостерс) — немецкий скрипач, композитор и музыкальный педагог. Иудей, принявший христианство.

## Биография
Фердинанд Давид родился 20 января 1810 года в городе Гамбурге. Учился в 1823—1824 гг. у Людвига Шпора и Морица Гауптмана.
С 1826 года играл на скрипке в одном из берлинских театров, с 1835 года жил и работал в Дерпте, руководя домашним квартетом барона Карла Готтарда фон Липгарта, на дочери которого позднее женился. Предпринял ряд гастрольных поездок в Ригу, Санкт-Петербург и Москву. В 1835 г. был приглашён Феликсом Мендельсоном занять место концертмейстера оркестра Гевандхауза. Давид исполнил премьеру знаменитого Концерта для скрипки с оркестром Мендельсона и, как считается, иногда консультировал композитора в процессе работы.

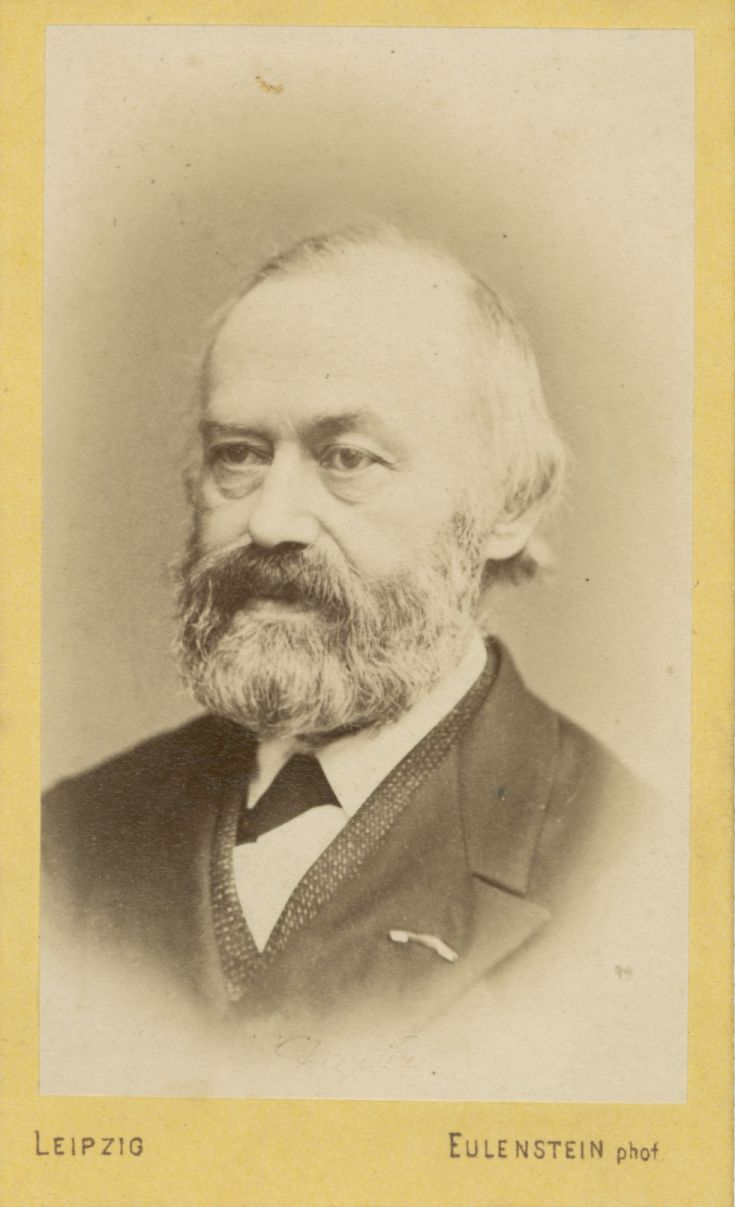
Ф. Давид

В 1843 году, также по приглашению Мендельсона, Давид стал профессором новосозданной Лейпцигской консерватории. Его педагогическая деятельность оказалась весьма успешной: среди учеников Давида — Август Вильгельми, Вольдемар Баргиль, Никодим Бернацкий, Вильгельм Йозеф фон Вазилевски, Йозеф Иоахим, Рафал Машковский, Юхан Свенсен, Фридрих Хегар, Энгельберт Рёнтген, Франц Вольфарт, Роберт Хекман и многие другие.
Композиторское наследие Давида включает комическую оперу «Ганс Вахт» (нем. Hans Wacht; 1852), две симфонии, пять скрипичных концертов, струнный секстет, значительное количество небольших пьес для скрипки, песни. Пользуется известностью Концертино для тромбона с оркестром Давида — одно из первых произведений, написанных специально для этого инструмента.
Давид выступал как редактор и публикатор Сонат и партит для скрипки соло Иоганна Себастьяна Баха, фортепианных трио Бетховена, произведений Гайдна, Локателли, Верачини и др. Ценным пособием было подготовленное Давидом издание «Высшая школа скрипичной игры» (нем. Die Hohe Schule des Violinspiels; 1867—1872) — избранные произведения композиторов XVII—XVIII веков, подобранные для педагогических надобностей; в этот сборник Давидом была включена и Чакона Томазо Антонио Витали — как теперь принято считать, написанная или кардинально переписанная самим Давидом.
Фердинанд Давид умер 19 июля 1873 года в Клостерсе.